# Monochroides
Monochroides là một chi bướm đêm thuộc họ Erebidae.